# Niphona fasciculata
Niphona fasciculata là một loài bọ cánh cứng trong họ Cerambycidae.